# Coelotes rugosus
Coelotes rugosus är en spindelart som först beskrevs av Wang, Peng och Kim 1996.  Coelotes rugosus ingår i släktet Coelotes och familjen mörkerspindlar. Inga underarter finns listade i Catalogue of Life.